# Henry de Surirey de Saint-Remy
Henry de Surirey de Saint-Remy, né le 16 octobre 1908 à Saint-Nicolas-de-Port (Meurthe-et-Moselle) et mort le 21 décembre 1994 à Paris 13e, est un historien et conservateur des bibliothèques français. Archiviste paléographe, il est directeur de la Bibliothèque historique de la ville de Paris du 1er octobre 1953 au 1er août 1974.

## Biographie

### Origine et formation
Henry de Surirey de Saint-Remy est issu d'une famille d'officiers, qui compte notamment Pierre Surirey de Saint-Remy (1645-1716), général sous le règne de Louis XIV.
Licencié d'histoire, il entre à l'École nationale des chartes en 1933. Il obtient le diplôme d'archiviste-paléographe en 1937, après avoir soutenu une thèse sur le duc Jean II de Bourbon,.

### Carrière de conservateur
Henry de Surirey de Saint-Remy commence sa carrière aux Archives nationales de 1937 à 1938.
Il est ensuite nommé adjoint de Jean de La Monneraye, directeur de la Bibliothèque historique de la ville de Paris, avant de lui succéder comme directeur titulaire le 1er octobre 1953. Il y conduit notamment le déménagement de la Bibliothèque de l'hôtel Le Peletier de Saint-Fargeau, où elle était installée depuis 1896, à l'Hôtel d'Angoulême Lamoignon, en 1969.
Il est également président de la Société de l'histoire de Paris et de l'Île-de-France de 1962 à 1965,.

## Publications
- (Avec Charles Samaran) et Thomas Basin, Histoire de Charles VII, Paris, Les Belles Lettres, 1933-1944.
- Jean II de Bourbon : duc de Bourbonnais et d'Auvergne, 1426-1488  (préf. Pierre Champion), Paris, Nouvelles collections d'études médiévales publiées sous le patronage de l'Association Guillaume Budé, 1944, 282 p.
- Registres des délibérations du Bureau de la ville de Paris, vol. 18 (1620-1624), Paris, Commission des travaux historiques, 1953.
- La Bibliothèque historique de la ville de Paris, Paris, Hôtel de Lamoignon, 1969, 63 p.

## Distinctions

### Décorations
- Chevalier de la Légion d'honneur (1965)[3].
- Officier de l'ordre des Palmes académiques (1964)[3].
- Officier de l'ordre national du Mérite (1971)[3].

### Prix
- 2e prix Gobert de l’Académie des inscriptions et belles-lettres (1945) pour Jean II de Bourbon[5].
- Prix Jean-Jacques Berger de l'Institut de France et prix Émile Le Senne de l’Académie des inscriptions et belles-lettres (1953) pour la publication du volume XVIII des Registres des délibérations du Bureau de la ville de Paris[6].
- Prix Émile Le Senne de l’Académie des inscriptions et belles-lettres (1965) pour « l’impulsion donnée aux études relatives à Paris et au département de la Seine »[7].